# Klimbeveiliging
Onder klimbeveiliging plaatsen we alle handelingen en klimmaterialen die gebruikt worden bij het klimmen.

## Klimmateriaal (beveiliging)

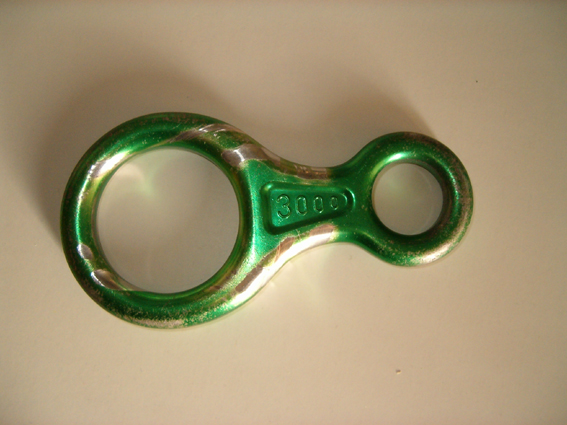
Gebruikte acht, de slijtage is duidelijk zichtbaar

Voor klimmaterialen bestaat vandaag de dag de CE-markering, oorspronkelijk was er alleen de Union Internationale des Associations d'Alpinisme (UIAA). Elk product moet zijn voorzien van een CE-markering en geeft aan of een product voldoet aan de veiligheidseisen die aan het product worden gesteld. Een onafhankelijke organisatie, notified body of aangewezen instelling toets de fabrikant en geeft middels de CE-markering de conformiteit aan. De cijfers achter CE is een identificatie van aangewezen instelling. De UIAA-groep bestaat uit klimmers. Zij sleutelen nog steeds aan de normen en spelen korter op de bal wat betreft evolutie in materiaal en technieken. Er is een goed contact tussen beide organisaties.
Klimmateriaal is onderhevig aan veroudering en slijtage. De veroudering is in het bijzonder van toepassing op materialen van kunststof (setjes, touw en helm bijvoorbeeld). Slijtage van zowel het touw als de setjes, maar ook van de metalen hulpstukken en in het bijzonder de mechanische delen (bijvoorbeeld bij een Grigri).

## Klimhandelingen (beveiliging)
Met klimhandelingen bedoelen wij datgene dat door de klimmer en de zekeraar (beveiliger) moet en kan worden gedaan om het risico van onder meer vallen bij het klimmen op een aanvaardbaar niveau te brengen.

### Klimbeveiliging bij de zekeraar
De zekeraar moet zowel zichzelf als de klimmer beveiligen. Zichzelf beveiligen doet hij door middel van een zelfzekering. Het zekeren van de klimmer geschiedt via een dynamisch klimtouw. Het is onmogelijk om bij een val van de klimmer het touw met de hand af te remmen, men heeft dus een verankeringspunt nodig. Als verankeringspunt kunnen geplaatste haken, een stevige rotsopening of rotspiek, een boom of het lichaam van de zekeraar gebruikt worden. Om het touw voldoende af te remmen zijn hulpmaterialen nodig. Het lichaam van de zekeraar kan enkel gebruikt worden indien de impact van de val wordt opgevangen in een klimgordel, dus ook de zekeraar draagt in dit geval een klimgordel. Het zekeren rechtstreeks op het lichaam van de zekeraar via de gordel mag alleen gebruikt worden indien de zekeraar op de begane grond staat en bij het zekeren van een voorklimmer. De impact bij een val kan zó groot zijn dat de zekeraar uit evenwicht en zelfs omhoog getrokken wordt, daarom is in vele gevallen ook een zelfzekering nodig van de zekeraar. Bij het zekeren op de gordel op een standplaats moet er steeds minimaal een setje gebruikt worden, dus ook bij de start van de klimmer vanaf deze standplaats.
Een onontbeerlijk hulpstuk van de zekeraar is de klimhelm, jammer genoeg wordt daartegen dikwijls gezondigd. De kans dat stukken rots of zelfs een stuk hulpmateriaal van de klimmer naar beneden valt is vrij groot. Reeds een klein stukje rots dat van een tiental meters hoogte iemand raakt kan ernstige gevolgen hebben voor zowel de zekeraar als de klimmer.

De opleiding van de zekeraar is niet te onderschatten; hij moet leren omgaan met het gebruikte beveiligingsmateriaal, de touwhandelingen, de gebruikte communicatie-instructies tussen de klimmer en de zekeraar -dit zijn de zogenaamde touwcommandos, het opvangen van een val en wat te doen bij een noodsituatie.

### Klimbeveiliging bij de klimmer
De klimmer is ingebonden in het touw via de klimgordel. Enkele essentiële regels waaraan hij zich moet houden zijn:
- Klimmen is een sportieve handeling op een grote hoogte, dit brengt mee dat men goed moet beseffen dat het maken van fouten grote gevolgen kan hebben en zelfs de dood kan veroorzaken.
- Een basisregel is dat men houvast zoekt op steeds 3 punten: twee handen - één voet / twee voeten - één hand.
- Het klimtouw is in wezen een beveiligingslijn en een hulpstuk om terug te keren (rappel)
- Men moet steeds rekening houden met een mogelijke val.
  - Men moet voortdurend op het touwverloop letten, een veelvoorkomend ongeval is dat de klimmer met zijn hoofd naar beneden valt doordat zijn benen in het touw blijven hangen.
  - Het bevestigen van het klimtouw aan het setje is aan voorwaarden onderworpen, het is zo dat indien het touw op een verkeerde manier in het setje zit, het touw bij een val het setje open kan trekken en zo uit het setje los komt met mogelijk zware gevolgen.
  - De valfactor mag maximaal 2 bedragen.
- Ook is de helm voor de klimmer een noodzaak, dit om twee hoofdredenen:
  - Men zit meestal niet alleen op een route, dus klimmers die boven jou klimmen, kunnen stukjes rots of materiaal naar beneden doen vallen. Ook kan het gebeuren dat wandelaars bovenaan de oorzaak zijn van vallende delen.
  - Bij een mogelijke val kan men het hoofd stoten tegen de rotswand.

Men kan stellen dat men ongeveer een 40-tal lesuren (theorie en praktijk) nodig heeft om zelfstandig op een veilige manier eenvoudige routes te kunnen voorklimmen. Om deze 40uur te verantwoorden, kan men aanhalen dat de meeste basiscursussen voor het indoor klimmen (KVB1) een lessenpakket van 4 tot 6 uur wordt voorzien (naargelang de inrichter): voor het indoor voorklimmen (KVB2) wordt er 8 tot 10 uur voorzien (terug naargelang de inrichter); voor de voorklimmen (KVB3) op rotsen richten veel clubs een week klimmen in ergens in Frankrijk waar de weersomstandigheden iets zekerder zijn. 2 Decennia's geleden werden door veel clubs een 8 tot 10 dagen durende cursus in de Ardennen gegeven en dit op verschillende weekends, nadien werd er een summier examen afgelegd. Op vervolmaking staat geen grens.